# DNS dinàmic
El DNS dinàmic (DDNS) és un servei que permet l'actualització en temps real de la informació sobre noms de domini situada en un servidor de noms. L'ús més comú que se li dona és permetre l'assignació d'un nom de domini d'Internet a un dispositiu amb adreça IP variable (dinàmica). Això permet connectar-se amb la màquina en qüestió sense necessitat de tenir coneixement de quina adreça IP té en aquest moment.
El DNS dinàmic fa possible utilitzar un programari de servidor en un dispositiu amb una adreça IP dinàmica (com la que solen facilitar molts ISP) per, per exemple, allotjar un lloc web en un PC particular, sense necessitat de contractar un hosting de tercers; però cal tenir en compte que els PC particulars possiblement no tinguin les prestacions que tenen els servidors d'un centre de càlcul, ni tinguin tampoc tota la infraestructura que tenen aquests llocs.